# Manfred Quiring
Manfred Quiring (* 13. April 1948 in Lübz) ist ein deutscher Journalist und Autor von Sachbüchern, der sich auf Themen rund um das politische System in Russland und besonders den Kaukasus spezialisiert hat.

## Leben
Manfred Quiring wuchs in Ost-Berlin auf, wo er das Abitur machte. Zunächst entschied er sich für eine Laufbahn als Eishockeyprofi beim SC Dynamo Berlin, wo er zwischen 1967 und 1970 als Stürmer spielte und mit dem er die DDR-Eishockeymeisterschaft 1967/68 gewann, bis er ein Fernstudium für Journalistik in Leipzig begann. 
Ab 1973 war er Außenpolitik-Redakteur bei der Berliner Zeitung, deren Korrespondent in Moskau er zunächst 1982 bis 1987 und noch einmal nach der Wende 1991 bis 1995 war. Zwischenzeitlich wechselte er 1988 zum ADN, dessen Korrespondent er ab September 1989 in Athen war, bis er wieder zur Berliner Zeitung ging. 
Ab 1998 bis 2010 war Manfred Quiring schließlich Korrespondent für Die Welt, die Berliner Morgenpost, die Welt am Sonntag und das Hamburger Abendblatt in Moskau.
Neben Zeitungsbeiträgen schrieb Manfred Quiring auch für politikwissenschaftliche Zeitschriften (Aus Politik und Zeitgeschichte, Blätter für deutsche und internationale Politik), außerdem verfasste er mehrere Sachbücher. Sie erschienen alle im Ch. Links Verlag.
Quiring ist mit einer Journalistin verheiratet und hat zwei Töchter.

## Schriften
- Russland. Orientierung im Riesenreich.  Ch. Links Verlag, Berlin 2008, ISBN 978-3-86153-471-6
- Pulverfass Kaukasus. Nationale Konflikte und islamistische Gefahren am Rande Europas. Ch. Links Verlag, Berlin, 2. Auflage, 2016, ISBN 978-3-86153-899-8
- Der vergessene Völkermord. Sotschi und die Tragödie der Tscherkessen. Ch. Links Verlag, Berlin 2013, ISBN 978-3-86153-733-5
- Putins russische Welt. Wie der Kreml Europa spaltet. Ch. Links Verlag, Berlin, 2017, ISBN 978-3-86153-941-4
- Russland. Auferstehung einer Weltmacht. Ch. Links Verlag, Berlin, 2020, ISBN 978-3-96289-078-0. Aktualisierte und erweiterte Neuauflage unter dem Titel: Russland. Ukrainekrieg und Weltmachtträume. Ch. Links Verlag, Berlin, 2022, ISBN 978-3-96289-182-4.